# Cordia bequaertii
Cordia bequaertii là loài thực vật có hoa trong họ Mồ hôi. Loài này được De Wild. mô tả khoa học đầu tiên năm 1920.